# Oswald Hafner
Oswald Adam Hafner (* 21. Oktober 1806 in Neustadt an der Waldnaab; † 28. August 1882 ebenda) war ein deutscher Heimatdichter.

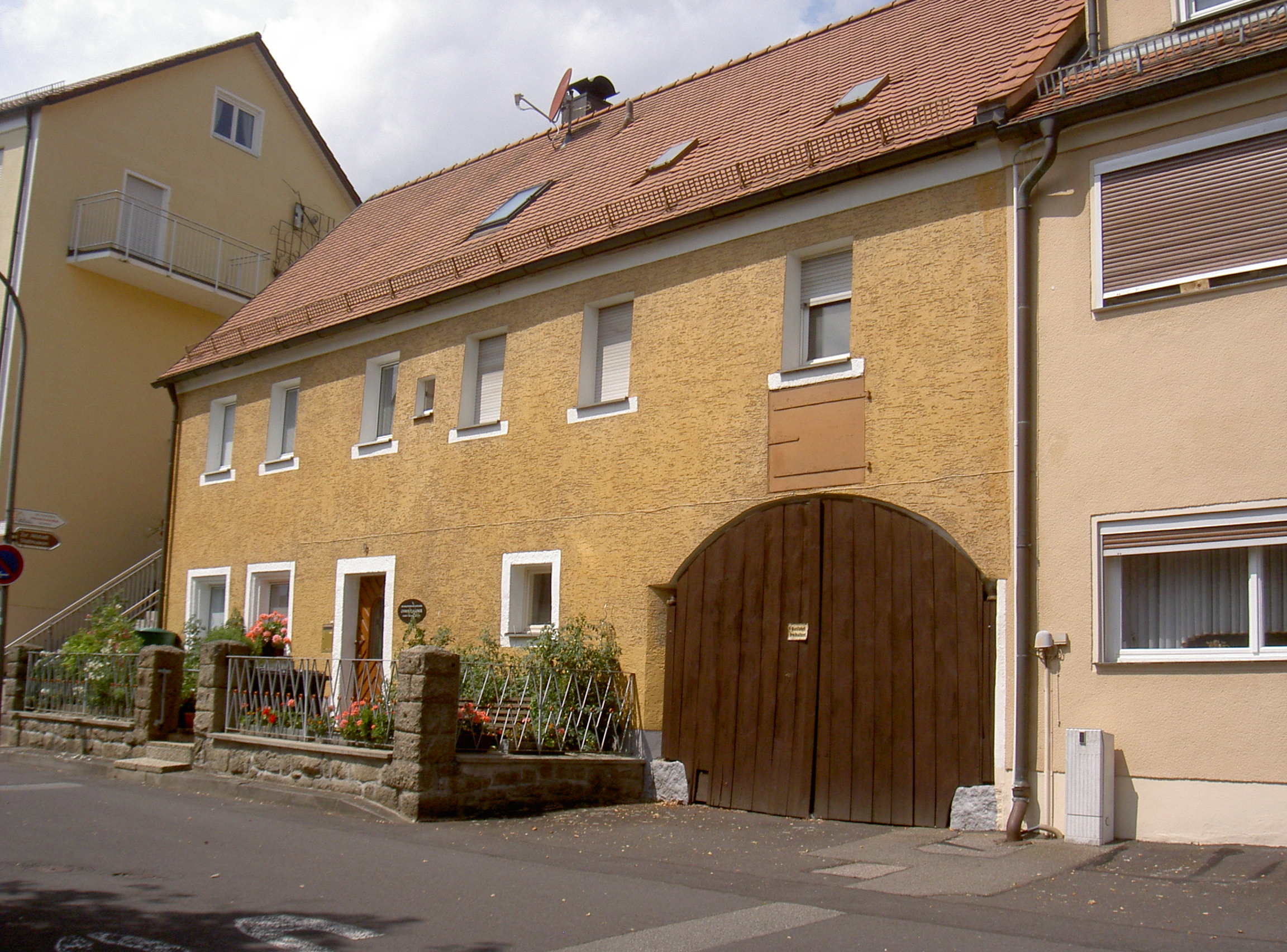
Geburtshaus von Oswald Hafner, Fröschaustraße 9, Neustadt a. d. Waldnaab

## Leben

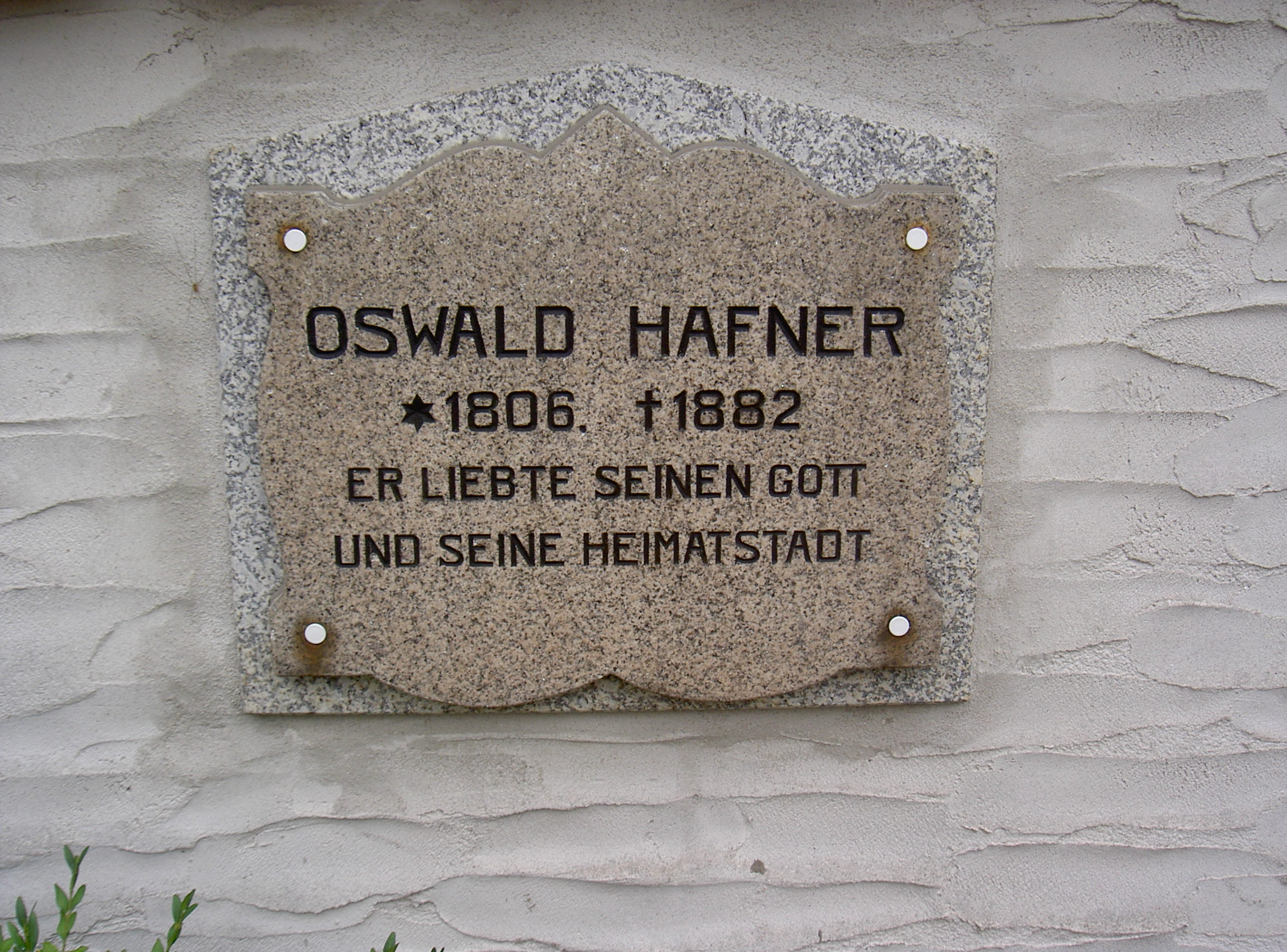
Gedenktafel an Oswald Hafner auf dem Friedhof von Neustadt an der Waldnaab

Oswald Hafner wurde am 21. Oktober 1806 in der Fröschaustraße 9 in Neustadt an der Waldnaab geboren.
Sein Geburtshaus steht heute (2019) noch und trägt eine Gedenktafel an den Dichter.⊙
Hafner war das einzige Kind des Drechslers Joseph Hafner und seiner Frau Walburga, geborene Bayerl, aus Altenstadt.
Mit zwei Jahren verlor er bei einem Unfall das linke Auge.
Seine Mutter starb, als er 2½ Jahre alt war, sein Vater, als er 7 Jahre alt war.
Beide Eltern starben an der Lungensucht.
Hafner wurde von der Stadt Neustadt zu einer Witwe Scharnagel in die Pflege gegeben, die in der Freyung wohnte.
Er ging nur ein Jahr in die Schule, schaffte es aber in dieser kurzen Zeit, Schreiben und Lesen zu lernen.

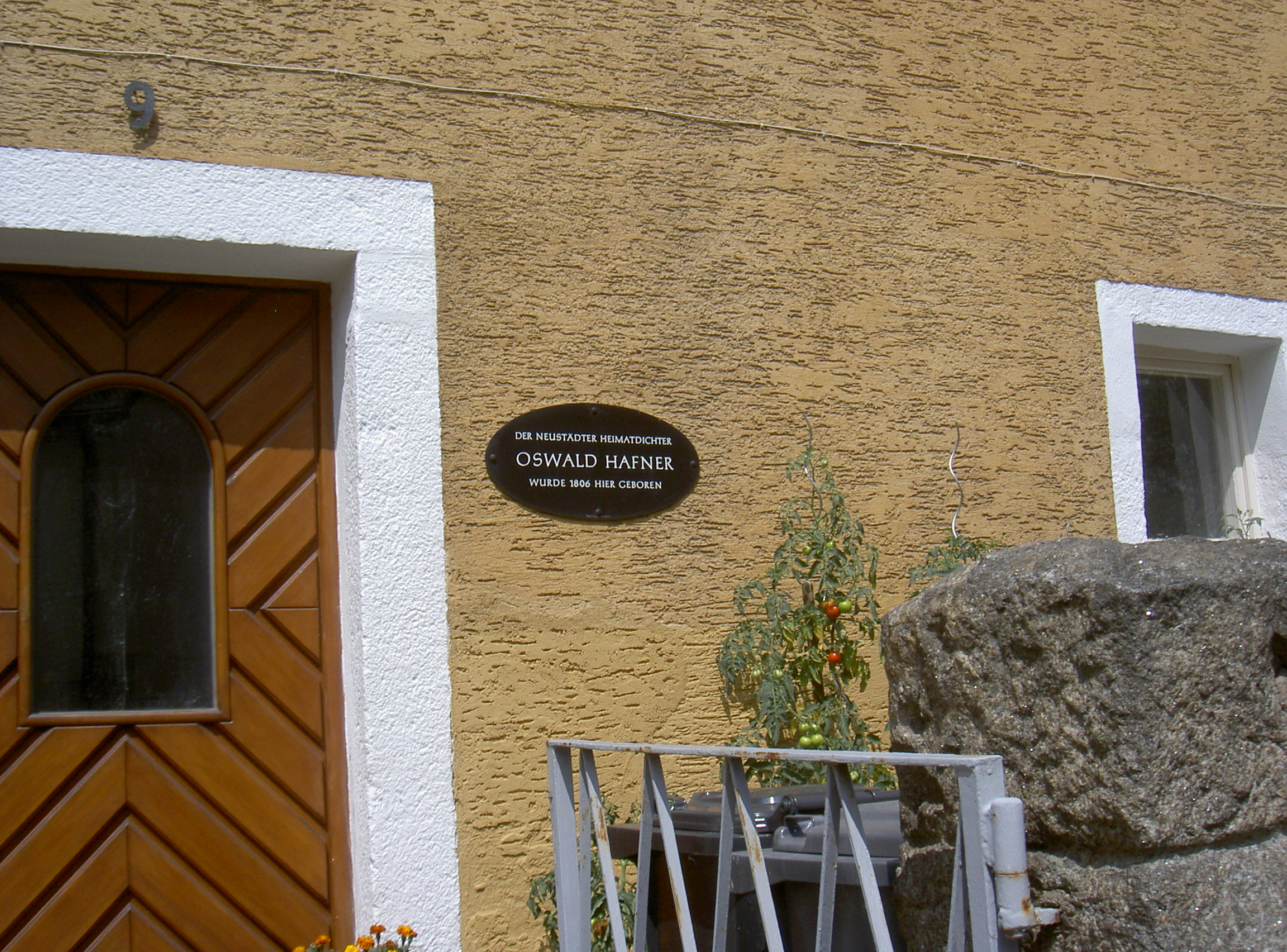
Gedenktafel an Hafners Geburtshaus

Noch als Kind begann er als Hütejunge beim Dorfhirten in Buch⊙ bei Parkstein zu arbeiten.
Die Zeit bei der Herde nutzte er, um Bücher zu lesen, die er sich vom Pfarrer in Neustadt auslieh.
Später arbeitete er als Knecht bei einem Bauern und in einer Ziegelei.
Er erkrankte schwer.
Wohltäter bezahlten seinen Krankenhausaufenthalt in Nürnberg.
Als er wieder gesund war, leistete er Schanzarbeit am Festungsbau in Ingolstadt und baute am Ludwig-Donau-Main-Kanal mit.
1826 kehrte Hafner nach Neustadt an der Waldnaab zurück.
Der Pfarrer von Neustadt verhalf ihm zu einer Lehrpraktikantenstelle in Kohlberg.
Hafners Bewerbung um eine Lehrerstelle wurde am 18. Februar 1828 abgelehnt mit der Begründung, dass er nur ein Auge besäße und nicht genügend musikalisch sei.
1828 erschien Hafners erstes Buch Vermischte Gedichte mit 23 Gedichten gedruckt bei J. E. von Seidel‘schen Offizin in Sulzbach.
Dieses Buch ist in zwei Exemplaren erhalten, eines in der Bayerischen Staatsbibliothek in München und eines in der Union Theological Seminary-Library in New York.
Das Jahr 1828 bis zum 17. März 1829 verbrachte Hafner mit Herumziehen, um eine Arbeit zu finden.
Dabei wurde er immer wieder wegen Herumvagierens verhaftet und zurück nach Neustadt gebracht.
In Neustadt musste er teils im Arrest sitzen, teils wurde er zum Steineklopfen und beim Straßenbau für die Straßen nach Floß und Püchersreuth eingesetzt.
Pro Haufen Steine erhielt er vier Kreuzer Lohn (entspricht ungefähr 0,60 Euro).
Da Hafner eine schwächliche Konstitution und Gesundheit hatte, war er diesen Tätigkeiten nicht gewachsen.
Als Hafners Tante, Margareta Hafner, bei der er wohnen konnte, geisteskrank wurde, wurde Hafner Wohnung bei drei Hirten der Stadt zugewiesen, wo er jeweils ein Vierteljahr wohnen durfte.
Am 17. März 1829 erhielt Hafner in der Gemeinde Ilsenbach eine Stelle als Tag- und Nachtwache, die er acht Jahre lang innehatte.
Diese Tätigkeit ließ ihm viel Zeit zum Dichten.
In dieser Zeit entstand auch das Prosastück Nachtwache, aus dem aber nur ein Absatz erhalten geblieben ist:

„Die Einsamkeit der Nachtwache ist mir die tief verborgene Friedensinsel; fern vom Strudel des Weltgesummes kann da mein in sich gekehrter Geist seine Bestimmung schärfer ins Auge fassen, Freundlich dämmert dann seinem Blicke das ferne Küstenland verhüllter Ewigkeit im endlosen Meer des Aethers entgegen — und heiliger Schauer umweht ihn bei dem Gedanken, dass er sich einst in jenes lichtumflossene Eiland aufschwingen werde.“

1837 kehrte Hafner nach Neustadt zurück.
1838 wanderte er nach Goldbach  in Böhmen.
Hier arbeitete er 10 Jahre  als Gärtner und schrieb neben dieser Tätigkeit Gedichte.
In Goldbach, wo es damals eine Glashütte gab, entstand Hafners Hauptwerk Die Glasmacherkunst, das  bis auf wenige Fragmente verschollen ist.
Getrieben von den Wirren der Revolution 1848 kehrte Hafner in das ruhige Neustadt zurück.
Hier geriet er zunächst wieder in große Armut, fand dann aber am 23. Dezember 1852 eine Arbeitsstelle als Nachtwächter in Neustadt-Freihung.
Nach kurzer Zeit wechselte er zu einer Arbeit beim Tavernenwirt Anton Weiß in Neustadt und dann nach Ilsendorf, wo er als Hirte, Wächter, Gärtner und Flechter von Strohhüten arbeitete.
Am 18. August 1858 erschien sein Buch Blüthenfeld entfalteter Lieder und poetische Versuche bei der Mader‘schen Buchdruckerei in Weiden.
Dieses Buch muss 1911 noch existiert haben und war dann verschollen.
1871, nach Ende des Krieges, dichtete Hafner eine Huldigung an Kaiser Wilhelm I.
Dafür erhielt er 70 Gulden (entspricht ungefähr 700 Euro), die jedoch als unzustellbar wegen unbekannter Adresse an den Spender zurück gesandt wurden.
Als Hafner 1875 nach Neustadt zurückkehrte, erhielt er 1877 eine halbe Pfründe aus der Spitalstiftung, die ihm einen bescheidenen Lebensunterhalt sicherte.
Am 28. August 1882 starb Hafner im Alter von 76 Jahren im Neustädter Spital.
Er wurde von Feuerwehrleuten zu Grabe getragen und auf dem Neustädter Friedhof beerdigt, wo sich heute (2019) eine Gedenktafel befindet.⊙

## Spätere Anerkennung
1982 wurde in Neustadt ist eine Straße nach Oswald Hafner benannt.⊙
1984 gab Heinrich Ascherl das Buch von Oswald Hafner Vermischte Gedichte neu heraus.
Er fügte ein Vorwort und einen ausführlichen Lebenslauf des Dichters an.
Bernhard Knauer, Mitglied der Kulturfreunde Lobkowitz in der Kreisstadt Neustadt, entdeckte Hafners Buch Poetische Versuche zufällig bei einer Internetrecherche in einem Antiquariat.
Es wurde vom Museumsverein Neustadt a.d. Waldnaab 2006 neu herausgegeben.

## Werke
Hafners Gedichte und Prosastücke beschäftigen sich mit den Lebensumständen in seiner Heimat und seiner Zeit.
Charakteristisch für ihn war, dass er die geschilderten Verhältnisse in einen größeren Zusammenhang stellte.
Er verknüpfte seine Darstellung mit Betrachtungen über den Menschen, seine Entwicklung zur Vollkommenheit, über Religion und die Flüchtigkeit der Zeit.

### Aufgefundene und neu aufgelegte Werke
- Vermischte Gedichte, Zusammenstellung, Vorwort und Lebenslauf von Heinrich Ascherl, Stadt Neustadt, Neustadt a.d. Waldnaab, 1984, Herausgeber: Heinrich Ascherl
- Poetische Versuche, Neuauflage 2006 nach einem Druck von 1838, Museumsverein Neustadt a.d. Waldnaab

### Verschollene bzw. nicht zugängliche Werke
Die Existenz vieler Gedichte und Schriften Hafners ist nur noch durch die Erwähnung in anderen Büchern, Zeitschriften oder Archiven bekannt:
- Erwähnt in Emanuel Reichenberger: Oswald Hafner, Artikel in der Zeitschrift Die Oberpfalz, 5. Jahrgang, 1911, Heft 1 und 2, Verlag Laßleben:

Der Kanal, Die Gartenkunst, Sehnsucht nach der Heimat (Revolutionsjahr 1948), Zauber des Gesangs, Das Ungeheuer des Krieges, Der Orkan (31. Mai 1856), Das Gewitter, Die Glasmacherkunst, Corinth's Untergang, An das Grab.
- Erwähnt in der Chronik von Joseph Piehler, 1923:

Zum 50jährigen Dienstjubiläum des Landrichters Frh. v. Lichtenstern (Karl Franz Reisner Freiherr von Lichtenstern, * 12. August 1776 in Burg Treswitz; † 24. März 1866 in Amberg), Das Bergbild von Neustadt, Max Piccolomini's Tod bei Neustadt an der Waldnaab, Schlaf und Tod, Am Bild bei Neustadt.
- Erwähnt in Heimatblätter für den oberen Naabgau, 1924:

Rätsel (eine Reihe humorvoller Rätsel in Gedichtform)
- Erwähnt in der Chronik der Turmfeuerwehr Weiden (1865–1890):

Zwei Gedichte, gewidmet der Turmfeuerwehr Weiden zu ihrer ersten Übung in Floß am 28. Juni 1868. Gedicht auf den Feuerwehrmann Gottfried Krauß.
- Erwähnt im Weidener Wochen- und Amtsblatt Nr. 1 vom 10. Mai 1856:

Rätsel, Charade, Der 31. Mai 1856, Wiege und Sarg.
- In den Beständen des Neustädter Museums, nicht zugänglich:

ein Liederbuch, Tierbilder.